# Infusión

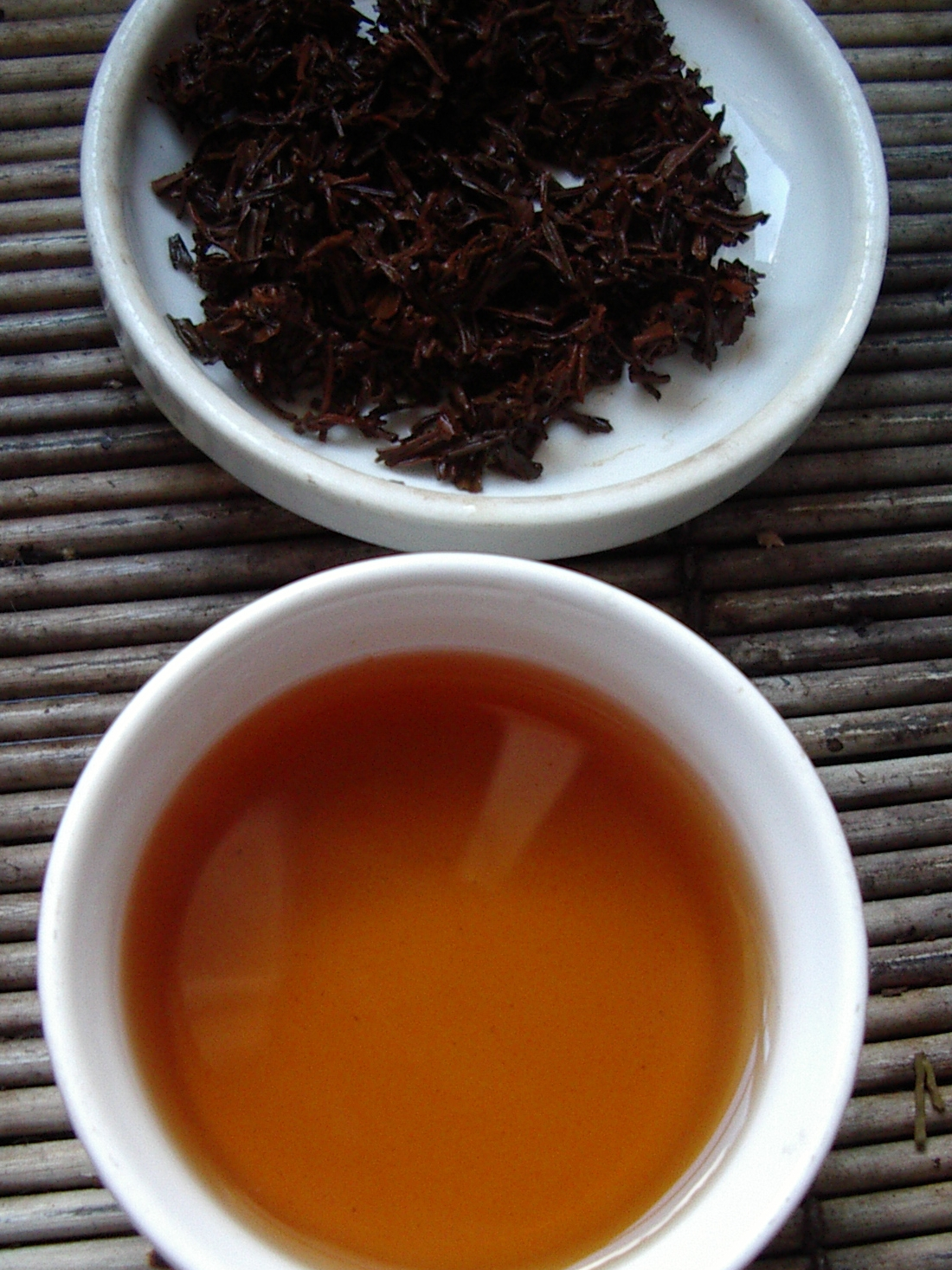
Hojas e infusión del té keemon.

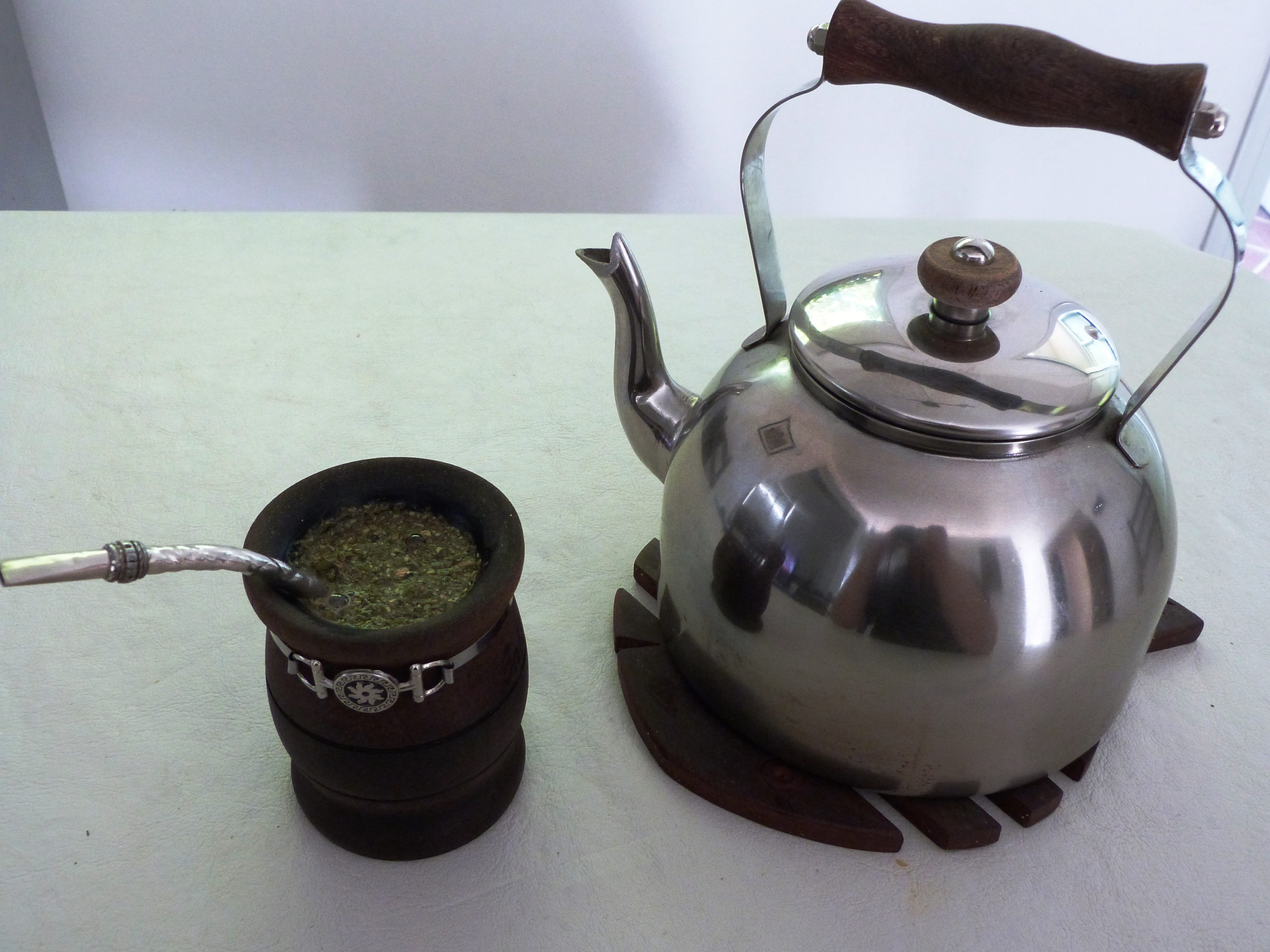
Mate.

Una infusión es una bebida obtenida de las hojas, las flores, las raíces, las cortezas, los frutos o las semillas de ciertas hierbas y plantas, que pueden ser aromáticas o no. En concreto, a dichas hojas, flores, frutos o semillas se les vierte agua caliente —o se introducen en agua caliente—, sin que esta agua llegue al punto de ebullición.

## Historia
El café entró en nuestra historia[¿quién?] a través del mundo árabe. Parece demostrado que las tribus nómadas de Etiopía y Arabia, donde el cafeto crece silvestre; lo consumían, aunque no lo tomaban en forma de bebida, sino que lo machacaban y mezclaban con grasa, formando unas bolas que se iban comiendo. 
Las infusiones más comunes son: el café, el té, la hierbabuena, la menta, el mate, la manzanilla, la tila, el boldo, el crisantemo, el jazmín, el hibiscus, el anchan, la horchata, e innumerable cantidad de otras plantas medicinales.

## Acepción en física
En física, se denomina así a la acción de extraer de un producto, mezcla o solución (tanto como al producto extraído) las partes solubles en agua a una temperatura mayor a la ambiente, y menor a la de hervor.

## Acepción en medicina
Una infusión es una disolución cuyo objetivo clínico próximo consiste en ser inyectada en algún compartimento corporal, generalmente el torrente circulatorio venoso, en cuyo caso se denomina infusión intravenosa (IV) o endovenosa (EV). Pero, en el caso de que el compartimento fuera la luz del tubo digestivo y esa infusión fuera introducida por la boca, tal infusión se debe denominar infusión oral, por ejemplo, una infusión de té.
Ordinariamente las infusiones son disoluciones acuosas de algún soluto, es decir, el resultado de diluir un soluto en agua pero sin que ésta contenga soluto sobrenadando, depositado en el fondo del recipiente o flotando en algún punto de la masa de disolvente. El soluto será siempre la sustancia que va a ser disuelta en el diluyente. Son posibles disoluciones con disolventes distintos al agua, por ejemplo, alcohol o algún líquido oleoso y el soluto puede ser materia sólida como, por ejemplo, sal común, gaseoso como, por ejemplo, anhídrido carbónico inyectado a presión o una sustancia líquida como, por ejemplo, ácido acético.